# Líně
Líně – miasteczko w kraju pilzneńskim w południowych Czechach zamieszkiwane przez 2616 mieszkańców. Pierwsza wzmianka o miejscowości pochodzą z 1115 roku.